# 95e méridien est
En géographie, le 95e méridien est est le méridien joignant les points de la surface de la Terre dont la longitude est égale à 95° est.

## Géographie

### Dimensions
Comme tous les autres méridiens, la longueur du 95e méridien correspond à une demi-circonférence terrestre, soit 20 003,932 km. Au niveau de l'équateur, il est distant du méridien de Greenwich de 10 575 km,.
Avec le 85e méridien ouest, il forme un grand cercle passant par les pôles géographiques terrestres.

### Régions traversées
En commençant par le pôle Nord et descendant vers le sud au pôle Sud, Le 95e méridien est passe par:
| Coordonnées          | Pays, territoire ou mer       | Notes |
| -------------------- | ----------------------------- | --- |
| 90° 00′ N, 95° 00′ E | Océan Arctique                | |
| 81° 08′ N, 95° 00′ E | Russie                        | Île Komsomolets, Terre du Nord, Kraï de Krasnoïarsk                                                                                            |
| 80° 00′ N, 95° 00′ E | Détroit de l'Armée Rouge (en) | |
| 80° 06′ N, 95° 00′ E | Russie                        | Cap Octobre (en) — Île de la Révolution-d'Octobre, Terre du Nord, Kraï de Krasnoïarsk                                                          |
| 79° 02′ N, 95° 00′ E | Mer de Kara                   | |
| 76° 40′ N, 95° 00′ E | Russie                        | Archipel Nordenskiöld et Péninsule de Taïmyr, Kraï de Krasnoïarsk Le Touva — à partir de 53° 22′ N, 95° 00′ E                                  |
| 50° 03′ N, 95° 00′ E | Mongolie                      | |
| 44° 15′ N, 95° 00′ E | Chine                         | Xinjiang Gansu — à partir de 41° 45′ N, 95° 00′ E Qinghai — à partir de 38° 25′ N, 95° 00′ E Tibet — à partir de 32° 19′ N, 95° 00′ E          |
| 29° 08′ N, 95° 00′ E | Inde                          | Arunachal Pradesh — partiellement revendiqué par la Chine Assam — à partir de 27° 46′ N, 95° 00′ E Nagaland — à partir de 26° 55′ N, 95° 00′ E |
| 25° 43′ N, 95° 00′ E | Birmanie (Burma)              | |
| 15° 47′ N, 95° 00′ E | Océan Indien                  | Passe juste à l'ouest des îles de Breueh (en) et Sumatra, Indonésie                                                                            |
| 60° 00′ S, 95° 00′ E | Océan Austral                 | |
| 66° 14′ S, 95° 00′ E | Antarctique                   | Territoire antarctique australien, Territoires revendiqués par l' Australie                                                                    |